# AfroBasket 2021
El AfroBasket 2021 fue la edición XXX del torneo continental más importante de baloncesto en África. Por segunda vez consecutiva, el campeonato no otorgó calificación a los torneos más importantes: Juegos Olímpicos y Copa Mundial de Baloncesto.
Originalmente iba a celebrarse del 17 al 29 de agosto de 2021, pero fue retrasado al 24 de agosto para finalizar el 5 de septiembre a causa de la pandemia COVID-19.
El torneo contó de nuevo con 16 selecciones participantes, con Túnez defendiendo el título y volviendo a ganar en oro en la final a Costa de Marfil, y con Sudán del Sur siendo su primera participación.

## Sede
En junio de 2019, la FIBA África anunció que Ruanda sería la sede anfitriona del FIBA AfroBasket de 2021, tras descartar las candidaturas de Senegal, Costa de Marfil, y la RD Congo.
Esta sería la primera vez que el torneo se llevaría a cabo en Ruanda.

### Pabellón
El torneo fue disputado íntegramente en el Kigali Arena de la ciudad de Kigali (Ruanda).
| Kigali            | Kigali |
| Kigali Arena      | Kigali |
| Capacidad: 10,000 | Kigali |
|                   | Kigali |

## Equipos clasificados
La fase de clasificación se realizó entre noviembre de 2020 y febrero de 2021:
| Evento    | Fecha                                         | Sede                | Cupos | Calificados                                                    |
| --------- | --------------------------------------------- | ------------------- | ----- | -------------------------------------------------------------- |
| Anfitrión |                                               |                     | 1     | Ruanda                                                         |
| Grupo A   | 27 de noviembre de 2020 21 de febrero de 2021 | Kigali Monastir     | 3     | Túnez República Democrática del Congo República Centroafricana |
| Grupo B   | 25 de noviembre de 2020 21 de febrero de 2021 | Kigali Yaundé       | 3     | Senegal Angola Kenia                                           |
| Grupo C   | 21 de febrero de 2020 21 de febrero de 2021   | Yaundé              | 3     | Costa de Marfil Camerún Guinea                                 |
| Grupo D   | 26 de noviembre de 2020 19 de febrero de 2021 | Kigali Monastir     | 3     | Nigeria Malí Sudán del Sur                                     |
| Grupo E   | 27 de noviembre de 2020 21 de febrero de 2021 | Alejandría Monastir | 3     | Uganda Egipto Cabo Verde                                       |
| Total     |                                               |                     | 16    |                                                                |

## Formato de competición
Los dieciséis equipos participantes se dividen en cuatro grupos, donde el primero de cada grupo pasa a Cuartos de final y los segundos y terceros de cada grupo disputan una fase previa.

## Sorteo
El sorteo de los grupos fue el 28 de mayo de 2021.
| Grupo A                         | Grupo B                  | Grupo C         | Grupo D       |
| ------------------------------- | ------------------------ | --------------- | ------------- |
| Angola                          | Egipto                   | Costa de Marfil | Camerún       |
| Cabo Verde                      | Guinea                   | Kenia           | Senegal       |
| República Democrática del Congo | República Centroafricana | Malí            | Sudán del Sur |
| Ruanda (H)                      | Túnez                    | Nigeria         | Uganda        |

## Ronda preliminar

### Grupo A
| Pos. | Equipo                          | PJ | G | P | GF  | GC  | DG  | Pts | Clasificación    |
| ---- | ------------------------------- | -- | - | - | --- | --- | --- | --- | ---------------- |
| 1    | Cabo Verde                      | 3  | 2 | 1 | 225 | 215 | +10 | 5   | Cuartos de final |
| 2    | Ruanda (H)                      | 3  | 2 | 1 | 227 | 218 | +9  | 5   | Ronda previa     |
| 3    | Angola                          | 3  | 1 | 2 | 212 | 206 | +6  | 4   | Ronda previa     |
| 4    | República Democrática del Congo | 3  | 1 | 2 | 196 | 221 | −25 | 4   |                  |

 Fuente: FIBA
Criterios de clasificación: 1)Puntos; 2) Resultados entre sí; 3) Diferencia de puntos; 4) Puntos a favor.
Notas:
1. 1 2  Ruanda 74–82 Cabo Verde
2. 1 2  RD Congo 58–73 Angola

| 24 de agosto de 2021 | Ruanda                                  | 82–68                                 | República Democrática del Congo           | Kigali                                                                                               |  |
| 18:00                | Parciales: 24–15, 19–19, 14–21, 25–13   | Parciales: 24–15, 19–19, 14–21, 25–13 | Parciales: 24–15, 19–19, 14–21, 25–13     | |  |
|                      | Estadísticas Robeyns 23 Kaje 9 Gasana 9 | Boxscore Pts Reb Asts                 | Estadísticas Munanga 22 Sakho 9 Munanga 7 | Pabellón: Kigali Arena Árbitros: Kingsley Ojeaburu (NGR), Hassane Kamaté (CIV), Youssouf Maiga (MLI) |  |

| 24 de agosto de 2021 | Angola                                             | 71–77                                              | Cabo Verde                                         | Kigali                                                                                              |  |
| 21:00                | Parciales: 14–14, 20–12, 21–23, 11–17 (T.E.: 5–11) | Parciales: 14–14, 20–12, 21–23, 11–17 (T.E.: 5–11) | Parciales: 14–14, 20–12, 21–23, 11–17 (T.E.: 5–11) | |  |
|                      | Estadísticas Morais 21 Bango 10 Ndoniema 4         | Boxscore Pts Reb Asts                              | Estadísticas Tavares 20 Tavares 18 I. Almeida 7    | Pabellón: Kigali Arena Árbitros: Babacar Gueye (SEN), Wojciech Liszka (POL), Diallo Mahamadou (MLI) |  |

| 26 de agosto de 2021 | Cabo Verde                                  | 66–70                                 | República Democrática del Congo         | Kigali                                                                                         |  |
| 15:00                | Parciales: 12–17, 22–18, 13–21, 19–14       | Parciales: 12–17, 22–18, 13–21, 19–14 | Parciales: 12–17, 22–18, 13–21, 19–14   |                                                                                                |  |
|                      | Estadísticas Almeida 18 Tavares 10 Xavier 6 | Boxscore Pts Reb Asts                 | Estadísticas Pwono 19 Pwono 9 Munanga 8 | Pabellón: Kigali Arena Árbitros: Julio Anaya (PAN), Redouane Darif (MAR), Youssouf Maiga (MLI) |  |

| 26 de agosto de 2021 | Angola                                    | 68–71                                | Ruanda                                   | Kigali                                                                                         |  |
| 18:00                | Parciales: 20–20, 18–15, 23–20, 7–16      | Parciales: 20–20, 18–15, 23–20, 7–16 | Parciales: 20–20, 18–15, 23–20, 7–16     |                                                                                                |  |
|                      | Estadísticas Bango 14 Bango 16 Ndoniema 5 | Boxscore Pts Reb Asts                | Estadísticas Gasana 18 Mpoyo 6 Robeyns 9 | Pabellón: Kigali Arena Árbitros: Babacar Gueye (SEN), Diallo Mahamadou (MLI), Mbaye Seye (SEN) |  |

| 28 de agosto de 2021 | República Democrática del Congo                 | 58–73                                | Angola                               | Kigali                                                                                              |  |
| 15:00                | Parciales: 21–24, 16–13, 13–19, 8–17            | Parciales: 21–24, 16–13, 13–19, 8–17 | Parciales: 21–24, 16–13, 13–19, 8–17 | |  |
|                      | Estadísticas Pwono, Sakho 17 Sakho 11 Munanga 5 | Boxscore Pts Reb Asts                | Estadísticas Morais 16 Dò 8 Dundao 5 | Pabellón: Kigali Arena Árbitros: Wojciech Liszka (POL), Cherubin Leslie (MRI), Youssouf Maiga (MLI) |  |

| 28 de agosto de 2021 | Ruanda                                   | 74–82                                 | Cabo Verde                                            | Kigali                                                                                           |  |
| 18:00                | Parciales: 14–29, 12–17, 17–22, 31–14    | Parciales: 14–29, 12–17, 17–22, 31–14 | Parciales: 14–29, 12–17, 17–22, 31–14                 |                                                                                                  |  |
|                      | Estadísticas Kazeneza 18 Ibeh 7 Gasana 6 | Boxscore Pts Reb Asts                 | Estadísticas Almeida, Mendonça 16 Tavares 14 Xavier 6 | Pabellón: Kigali Arena Árbitros: Arnold Moseya (RSA), Redouane Darif (MAR), Hassane Kamaté (CIV) |  |

### Grupo B
| Pos. | Equipo                   | PJ | G | P | GF  | GC  | DG  | Pts | Clasificación    |
| ---- | ------------------------ | -- | - | - | --- | --- | --- | --- | ---------------- |
| 1    | Túnez                    | 3  | 3 | 0 | 237 | 178 | +59 | 6   | Cuartos de final |
| 2    | Egipto                   | 3  | 1 | 2 | 231 | 229 | +2  | 4   | Ronda previa     |
| 3    | Guinea                   | 3  | 1 | 2 | 192 | 221 | −29 | 4   | Ronda previa     |
| 4    | República Centroafricana | 3  | 1 | 2 | 168 | 200 | −32 | 4   |                  |

 Fuente: FIBA
Criterios de clasificación: 1)Puntos; 2) Resultados entre sí; 3) Diferencia de puntos; 4) Puntos a favor.
Notas:
1. 1 2 3  Egipto 1–1, +8 PD; Guinea 1–1, + 7 PD; Rep. Centroafricana 1–1 −15 PD

| 24 de agosto de 2021 | Túnez                                               | 82–46                                | Guinea                                  | Kigali                                                                                              |  |
| 10:30                | Parciales: 17–9, 24–11, 21–14, 20–12                | Parciales: 17–9, 24–11, 21–14, 20–12 | Parciales: 17–9, 24–11, 21–14, 20–12    | |  |
|                      | Estadísticas Mejri 17 Ben Romdhane, Ghyaza 8 Roll 5 | Boxscore Pts Reb Asts                | Estadísticas C. Conde 9 C. Conde 6 Sy 5 | Pabellón: Kigali Arena Árbitros: Cherubin Leslie (MRI), Mbaye Seye (SEN), Tonton Banza Kalume (COD) |  |

| 24 de agosto de 2021 | República Centroafricana                           | 56–72                                | Egipto                                  | Kigali                                                                                        |  |
| 13:30                | Parciales: 9–13, 16–20, 18–17, 13–22               | Parciales: 9–13, 16–20, 18–17, 13–22 | Parciales: 9–13, 16–20, 18–17, 13–22    |                                                                                               |  |
|                      | Estadísticas Hayes 15 Grebongo, Hayes 9 Kouguere 4 | Boxscore Pts Reb Asts                | Estadísticas Saleh 22 Mahmoud 6 Gendy 4 | Pabellón: Kigali Arena Árbitros: Redouane Darif (MAR), Julio Anaya (PAN), Arnold Moseya (RSA) |  |

| 26 de agosto de 2021 | Guinea                                  | 60–61                                | República Centroafricana                                   | Kigali                                                                                               |  |
| 12:00                | Parciales: 12–20, 20–13, 18–19, 10–9    | Parciales: 12–20, 20–13, 18–19, 10–9 | Parciales: 12–20, 20–13, 18–19, 10–9                       | |  |
|                      | Estadísticas Mansaré 19 Sy 12 Mansaré 4 | Boxscore Pts Reb Asts                | Estadísticas Djimrabaye, Kouguere 16 Hayes 7 Wegscheider 4 | Pabellón: Kigali Arena Árbitros: Kingsley Ojeaburu (NGR), Arnold Moseya (RSA), Jean Ruhamiriza (RWA) |  |

| 26 de agosto de 2021 | Egipto                                          | 81–87                                 | Túnez                                 | Kigali                                                                                              |  |
| 21:00                | Parciales: 27–10, 18–28, 21–30, 15–19           | Parciales: 27–10, 18–28, 21–30, 15–19 | Parciales: 27–10, 18–28, 21–30, 15–19 | |  |
|                      | Estadísticas Amin 17 Ahmed 6 Metwaly, Shehata 4 | Boxscore Pts Reb Asts                 | Estadísticas Roll 25 Mejri 8 Abada 8  | Pabellón: Kigali Arena Árbitros: Wojciech Liszka (POL), Cherubin Leslie (MRI), Hassane Kamata (CIV) |  |

| 28 de agosto de 2021 | Egipto                                | 78–86                                 | Guinea                                | Kigali                                                                                            |  |
| 12:00                | Parciales: 15–28, 20–20, 21–17, 22–21 | Parciales: 15–28, 20–20, 21–17, 22–21 | Parciales: 15–28, 20–20, 21–17, 22–21 |                                                                                                   |  |
|                      | Estadísticas Amin 21 Saleh 6 Farag 5  | Boxscore Pts Reb Asts                 | Estadísticas Mansaré 25 Queta 8 Sy 8  | Pabellón: Kigali Arena Árbitros: Mbaye Seye (SEN), Kingsley Ojeaburu (NGR), Jean Ruhamiriza (RWA) |  |

| 28 de agosto de 2021 | Túnez                                             | 68–51                                | República Centroafricana                                   | Kigali                                                                                          |  |
| 21:00                | Parciales: 17–17, 19–13, 14–7, 18–14              | Parciales: 17–17, 19–13, 14–7, 18–14 | Parciales: 17–17, 19–13, 14–7, 18–14                       |                                                                                                 |  |
|                      | Estadísticas Ben Romdhane 21 Mejri 6 El Mabrouk 5 | Boxscore Pts Reb Asts                | Estadísticas Kouguere 14 Kouguere, Wegscheider 6 Mokongo 4 | Pabellón: Kigali Arena Árbitros: Julio Anaya (PAN), Babacar Gueye (SEN), Diallo Mahamadou (MLI) |  |

### Grupo C
| Pos. | Equipo          | PJ | G | P | GF  | GC  | DG  | Pts | Clasificación    |
| ---- | --------------- | -- | - | - | --- | --- | --- | --- | ---------------- |
| 1    | Costa de Marfil | 3  | 3 | 0 | 255 | 205 | +50 | 6   | Cuartos de final |
| 2    | Nigeria         | 3  | 2 | 1 | 220 | 205 | +15 | 5   | Ronda previa     |
| 3    | Kenia           | 3  | 1 | 2 | 197 | 225 | −28 | 4   | Ronda previa     |
| 4    | Malí            | 3  | 0 | 3 | 206 | 243 | −37 | 3   |                  |

 Fuente: FIBA
Criterios de clasificación: 1)Puntos; 2) Resultados entre sí; 3) Diferencia de puntos; 4) Puntos a favor.
| 25 de agosto de 2021 | Nigeria                                   | 81–73                                 | Malí                                       | Kigali                                                                                            |  |
| 12:00                | Parciales: 28–12, 16–31, 27–10, 10–20     | Parciales: 28–12, 16–31, 27–10, 10–20 | Parciales: 28–12, 16–31, 27–10, 10–20      |                                                                                                   |  |
|                      | Estadísticas Emelogu 18 Edogi 12 Ndugba 9 | Boxscore Pts Reb Asts                 | Estadísticas Djambo 18 Diarouma 11 Kante 7 | Pabellón: Kigali Arena Árbitros: Amr Aboollo (EGY), Antonio Bernardo (ANG), Cherubin Leslie (MRI) |  |

| 25 de agosto de 2021 | Costa de Marfil                               | 88–70                                 | Kenia                                        | Kigali                                                                                         |  |
| 21:00                | Parciales: 26–24, 13–15, 21–15, 28–16         | Parciales: 26–24, 13–15, 21–15, 28–16 | Parciales: 26–24, 13–15, 21–15, 28–16        |                                                                                                |  |
|                      | Estadísticas Costello 20 Costello 8 Diabate 9 | Boxscore Pts Reb Asts                 | Estadísticas Ongwae 25 Wamukota 11 Khaemba 6 | Pabellón: Kigali Arena Árbitros: Julio Anaya (PAN), Tonton Banza (DRC), Tarek Ben Ltaifa (TUN) |  |

| 27 de agosto de 2021 | Kenia                                  | 55–71                                | Nigeria                                   | Kigali                                                                                             |  |
| 15:00                | Parciales: 8–20, 18–14, 13–15, 16–22   | Parciales: 8–20, 18–14, 13–15, 16–22 | Parciales: 8–20, 18–14, 13–15, 16–22      | |  |
|                      | Estadísticas Odero 23 Odero 8 Ongwae 2 | Boxscore Pts Reb Asts                | Estadísticas Utomi 17 Domingo 8 Domingo 6 | Pabellón: Kigali Arena Árbitros: Wael Mostafa (EGY), Cherubin Leslie (MRI), Tarek Ben Ltaifa (TUN) |  |

| 27 de agosto de 2021 | Malí                                         | 67–90                                 | Costa de Marfil                                      | Kigali                                                                                             |  |
| 18:00                | Parciales: 14–27, 14–22, 14–19, 25–22        | Parciales: 14–27, 14–22, 14–19, 25–22 | Parciales: 14–27, 14–22, 14–19, 25–22                | |  |
|                      | Estadísticas Kanouté 19 Diarouma 8 Kanouté 5 | Boxscore Pts Reb Asts                 | Estadísticas Costello 25 Costello 12 Diabate, Kebe 6 | Pabellón: Kigali Arena Árbitros: Tonton Banza (DRC), Wojciech Liszka (POL), Sameh Estafanous (EGY) |  |

| 29 de agosto de 2021 | Kenia                                     | 72–66                                 | Malí                                                      | Kigali                                                                                              |  |
| 12:00                | Parciales: 22–18, 11–11, 22–16, 17–21     | Parciales: 22–18, 11–11, 22–16, 17–21 | Parciales: 22–18, 11–11, 22–16, 17–21                     | |  |
|                      | Estadísticas Ongwae 16 Ongwae 11 Ongwae 7 | Boxscore Pts Reb Asts                 | Estadísticas Djambo 19 Diarouma 9 Kanouté, KantéSiriman 4 | Pabellón: Kigali Arena Árbitros: Sami Beögharek (TUN), Cherubin Leslie (MRI), Jean Ruhamiriza (RWA) |  |

| 29 de agosto de 2021 | Nigeria                                         | 68–77                                 | Costa de Marfil                                   | Kigali                                                                                            |  |
| 15:00                | Parciales: 11–20, 23–19, 13–15, 21–23           | Parciales: 11–20, 23–19, 13–15, 21–23 | Parciales: 11–20, 23–19, 13–15, 21–23             |                                                                                                   |  |
|                      | Estadísticas Emelogu 13 Agu, Emelogu 5 Ndugba 6 | Boxscore Pts Reb Asts                 | Estadísticas Zouzoua 17 Costello 6 four players 4 | Pabellón: Kigali Arena Árbitros: Wael Mostafa (EGY), Sameh Estafanous (EGY), Redouane Darif (MAR) |  |

### Grupo D
| Pos. | Equipo        | PJ | G | P | GF  | GC  | DG   | Pts | Clasificación    |
| ---- | ------------- | -- | - | - | --- | --- | ---- | --- | ---------------- |
| 1    | Senegal       | 3  | 3 | 0 | 295 | 195 | +100 | 6   | Cuartos de final |
| 2    | Sudán del Sur | 3  | 2 | 1 | 183 | 190 | −7   | 5   | Ronda previa     |
| 3    | Uganda        | 3  | 1 | 2 | 221 | 247 | −26  | 4   | Ronda previa     |
| 4    | Camerún       | 3  | 0 | 3 | 131 | 198 | −67  | 2   |                  |

 Fuente: FIBA
Criterios de clasificación: 1)Puntos; 2) Resultados entre sí; 3) Diferencia de puntos; 4) Puntos a favor.
| 25 de agosto de 2021 | Camerún | 0–20     | Sudán del Sur | Kigali                 |  |
| 15:00                |         |          |               |                        |  |
|                      |         | Boxscore |               | Pabellón: Kigali Arena |  |

| 25 de agosto de 2021 | Senegal                                      | 93–55                                | Uganda                                    | Kigali                                                                                            |  |
| 18:00                | Parciales: 21–14, 19–17, 28–9, 25–15         | Parciales: 21–14, 19–17, 28–9, 25–15 | Parciales: 21–14, 19–17, 28–9, 25–15      |                                                                                                   |  |
|                      | Estadísticas Dieng 19 Dieng, Henry 8 Henry 8 | Boxscore Pts Reb Asts                | Estadísticas Seiko 12 Kaluma 11 Drileba 5 | Pabellón: Kigali Arena Árbitros: Wael Mostafa (EGY), Sami Belgharek (TUN), Sameh Estafanous (EGY) |  |

| 27 de agosto de 2021 | Uganda                                          | 80–66                                 | Camerún                                          | Kigali                                                                                             |  |
| 12:00                | Parciales: 27–22, 17–11, 18–14, 18–19           | Parciales: 27–22, 17–11, 18–14, 18–19 | Parciales: 27–22, 17–11, 18–14, 18–19            | |  |
|                      | Estadísticas Seiko 20 Wainright 12 Wainright 11 | Boxscore Pts Reb Asts                 | Estadísticas Strawberry 17 Narace 9 Strawberry 5 | Pabellón: Kigali Arena Árbitros: Wael Mostafa (EGY), Cherubin Leslie (MRI), Tarek Ben Ltaifa (TUN) |  |

| 27 de agosto de 2021 | Sudán del Sur                               | 75–104                                | Senegal                               | Kigali                                                                                        |  |
| 21:00                | Parciales: 13–25, 19–24, 21–26, 22–29       | Parciales: 13–25, 19–24, 21–26, 22–29 | Parciales: 13–25, 19–24, 21–26, 22–29 |                                                                                               |  |
|                      | Estadísticas Deing, Kuany 17 Kuany 9 Puot 7 | Boxscore Pts Reb Asts                 | Estadísticas Badio 22 Faye 10 Badio 7 | Pabellón: Kigali Arena Árbitros: Arnold Moseya (RSA), Julio Anaya (PAN), Sami Belgharek (TUN) |  |

| 29 de agosto de 2021 | Sudán del Sur                           | 88–86                                 | Uganda                                              | Kigali                                                                                             |  |
| 18:00                | Parciales: 26–23, 24–21, 15–21, 23–21   | Parciales: 26–23, 24–21, 15–21, 23–21 | Parciales: 26–23, 24–21, 15–21, 23–21               | |  |
|                      | Estadísticas Deing 22 Acuoth 18 Deing 5 | Boxscore Pts Reb Asts                 | Estadísticas Wainright 22 Wainright 12 Wainright 10 | Pabellón: Kigali Arena Árbitros: Antonio Bernardo (ANG), Wojciech Liszka (POL), Tonton Banza (DRC) |  |

| 29 de agosto de 2021 | Senegal                                | 98–65                                | Camerún                               | Kigali                                                                                        |  |
| 21:00                | Parciales: 27–23, 20–8, 31–15, 20–19   | Parciales: 27–23, 20–8, 31–15, 20–19 | Parciales: 27–23, 20–8, 31–15, 20–19  |                                                                                               |  |
|                      | Estadísticas Dieng 17 Dieng 10 Badio 6 | Boxscore Pts Reb Asts                | Estadísticas Bayehe 14 Tha 7 Pitard 6 | Pabellón: Kigali Arena Árbitros: Julio Anaya (PAN), Amr Aboollo (EGY), Tarek Ben Ltaifa (TUN) |  |

## Ronda final

### Cuadro
|  | Round of 16     | Round of 16     |                 |    | Cuartos de final       | Cuartos de final       |    |  | Semifinales | Semifinales |  |  | Final | Final |
|  |                 |                 |                 |    |                        |                        |    |  |             |             |  |  |       |       |
|  |                 |                 |                 |    |                        |                        |    |  |             |             |  |  |       |       |
|  |                 |                 |                 |    |                        |                        |    |  |             |             |  |  |       |       |
|  |                 |                 |                 |    |                        |                        |    |  |             |             |  |  |       |       |
|  | 1 de septiembre |                 |                 |    |                        |                        |    |  |             |             |  |  |       |       |
|  |                 |                 |                 |    |                        |                        |    |  |             |             |  |  |       |       |
|  | Costa de Marfil | 98              |                 |    |                        |                        |    |  |             |             |  |  |       |       |
|  | Costa de Marfil | 98              | 30 de agosto    |    |                        |                        |    |  |             |             |  |  |       |       |
|  |                 |                 | Guinea          | 50 |                        |                        |    |  |             |             |  |  |       |       |
|  | Ruanda          | 68              | Guinea          | 50 |                        |                        |    |  |             |             |  |  |       |       |
|  | Ruanda          | 68              | 4 de septiembre |    |                        |                        |    |  |             |             |  |  |       |       |
|  | Guinea          | 72              |                 |    |                        |                        |    |  |             |             |  |  |       |       |
|  | Guinea          | 72              | Costa de Marfil | 75 |                        |                        |    |  |             |             |  |  |       |       |
|  |                 |                 | Costa de Marfil | 75 |                        |                        |    |  |             |             |  |  |       |       |
|  |                 | Senegal         | 65              |    |                        |                        |    |  |             |             |  |  |       |       |
|  |                 | Senegal         | 65              |    |                        |                        |    |  |             |             |  |  |       |       |
|  | 1 de septiembre |                 |                 |    |                        |                        |    |  |             |             |  |  |       |       |
|  |                 |                 |                 |    |                        |                        |    |  |             |             |  |  |       |       |
|  | Senegal         | 79              |                 |    |                        |                        |    |  |             |             |  |  |       |       |
|  | Senegal         | 79              | 30 de agosto    |    |                        |                        |    |  |             |             |  |  |       |       |
|  |                 |                 | Angola          | 74 |                        |                        |    |  |             |             |  |  |       |       |
|  | Egipto          | 62              | Angola          | 74 |                        |                        |    |  |             |             |  |  |       |       |
|  | Egipto          | 62              | 5 de septiembre |    |                        |                        |    |  |             |             |  |  |       |       |
|  | Angola          | 70              |                 |    |                        |                        |    |  |             |             |  |  |       |       |
|  | Angola          | 70              | Costa de Marfil | 75 |                        |                        |    |  |             |             |  |  |       |       |
|  |                 |                 | Costa de Marfil | 75 |                        |                        |    |  |             |             |  |  |       |       |
|  |                 | Túnez           | 78              |    |                        |                        |    |  |             |             |  |  |       |       |
|  |                 | Túnez           | 78              |    |                        |                        |    |  |             |             |  |  |       |       |
|  | 2 de septiembre |                 |                 |    |                        |                        |    |  |             |             |  |  |       |       |
|  |                 |                 |                 |    |                        |                        |    |  |             |             |  |  |       |       |
|  | Cabo Verde      | 79              |                 |    |                        |                        |    |  |             |             |  |  |       |       |
|  | Cabo Verde      | 79              | 31 de agosto    |    |                        |                        |    |  |             |             |  |  |       |       |
|  |                 |                 | Uganda          | 71 |                        |                        |    |  |             |             |  |  |       |       |
|  | Nigeria         | 68              | Uganda          | 71 |                        |                        |    |  |             |             |  |  |       |       |
|  | Nigeria         | 68              | 4 de septiembre |    |                        |                        |    |  |             |             |  |  |       |       |
|  | Uganda          | 80              |                 |    |                        |                        |    |  |             |             |  |  |       |       |
|  | Uganda          | 80              | Cabo Verde      | 65 |                        |                        |    |  |             |             |  |  |       |       |
|  |                 |                 | Cabo Verde      | 65 |                        |                        |    |  |             |             |  |  |       |       |
|  |                 | Túnez           | 75              |    | Tercer y cuarto puesto | Tercer y cuarto puesto |    |  |             |             |  |  |       |       |
|  |                 | Túnez           | 75              |    | Tercer y cuarto puesto | Tercer y cuarto puesto |    |  |             |             |  |  |       |       |
|  | 2 de septiembre | 2 de septiembre |                 |    | 5 de septiembre        | 5 de septiembre        |    |  |             |             |  |  |       |       |
|  | 2 de septiembre | 2 de septiembre |                 |    | 5 de septiembre        | 5 de septiembre        |    |  |             |             |  |  |       |       |
|  | Túnez           | 80              | Senegal         | 86 |                        |                        |    |  |             |             |  |  |       |       |
|  | Túnez           | 80              | Senegal         | 86 | 31 de agosto           |                        |    |  |             |             |  |  |       |       |
|  |                 |                 | Sudán del Sur   | 65 |                        | Cabo Verde             | 73 |  |             |             |  |  |       |       |
|  | Sudán del Sur   | 60              | Sudán del Sur   | 65 |                        | Cabo Verde             | 73 |  |             |             |  |  |       |       |
|  | Sudán del Sur   | 60              |                 |    |                        |                        |    |  |             |             |  |  |       |       |
|  | Kenia           | 58              |                 |    |                        |                        |    |  |             |             |  |  |       |       |
|  | Kenia           | 58              |                 |    |                        |                        |    |  |             |             |  |  |       |       |

### Ronda previa
| 30 de agosto de 2021 | Egipto                                  | 62–70                                 | Angola                                     | Kigali                                                                                              |  |
| 15:00                | Parciales: 15–16, 10–17, 16–19, 21–18   | Parciales: 15–16, 10–17, 16–19, 21–18 | Parciales: 15–16, 10–17, 16–19, 21–18      | |  |
|                      | Estadísticas Farag 11 Khalaf 6 Khalaf 3 | Boxscore Pts Reb Asts                 | Estadísticas Morais 16 Bango 8 Gonçalves 4 | Pabellón: Kigali Arena Árbitros: Wojciech Liszka (POL), Kingsley Ojeaburu (NGR), Tonton Banza (DRC) |  |

| 30 de agosto de 2021 | Ruanda                                       | 68–72                                 | Guinea                                | Kigali                                                                                          |  |
| 18:00                | Parciales: 15–13, 15–18, 24–13, 14–28        | Parciales: 15–13, 15–18, 24–13, 14–28 | Parciales: 15–13, 15–18, 24–13, 14–28 |                                                                                                 |  |
|                      | Estadísticas Gasana 28 Kazeneza 13 Robeyns 4 | Boxscore Pts Reb Asts                 | Estadísticas Mansaré 16 Queta 7 Sy 6  | Pabellón: Kigali Arena Árbitros: Antonio Bernardo (ANG), Julio Anaya (PAN), Arnold Moseya (RSA) |  |

| 31 de agosto de 2021 | Nigeria                                | 68–80                                 | Uganda                                         | Kigali                                                                                        |  |
| 15:00                | Parciales: 12–24, 19–20, 18–23, 19–13  | Parciales: 12–24, 19–20, 18–23, 19–13 | Parciales: 12–24, 19–20, 18–23, 19–13          |                                                                                               |  |
|                      | Estadísticas Utomi 23 Edogi 7 Ndugba 6 | Boxscore Pts Reb Asts                 | Estadísticas Opong 19 Wainright 11 Wainright 6 | Pabellón: Kigali Arena Árbitros: Mbaye Seye (SEN), Wael Mostafa (EGY), Diallo Mahamadou (MLI) |  |

| 31 de agosto de 2021 | Sudán del Sur                              | 60–58                                | Kenia                                    | Kigali                                                                                            |  |
| 18:00                | Parciales: 20–11, 19–13, 12–17, 9–17       | Parciales: 20–11, 19–13, 12–17, 9–17 | Parciales: 20–11, 19–13, 12–17, 9–17     |                                                                                                   |  |
|                      | Estadísticas Kuany Kuany 14 Muo 10 Makoi 6 | Boxscore Pts Reb Asts                | Estadísticas Odero 18 Ongwae 10 Ongwae 5 | Pabellón: Kigali Arena Árbitros: Amr Abooloo (EGY), Tarek Ben Ltaifa (TUN), Jean Ruhamiriza (RWA) |  |

### Cuartos de final
| 1 de septiembre de 2021 | Senegal                                | 79–74                                 | Angola                                          | Kigali                 |  |
| 15:00                   | Parciales: 17–22, 27–11, 17–22, 18–19  | Parciales: 17–22, 27–11, 17–22, 18–19 | Parciales: 17–22, 27–11, 17–22, 18–19           |                        |  |
|                         | Estadísticas Badio 14 Dieng 15 Henry 9 | Boxscore Pts Reb Asts                 | Estadísticas Morais 28 Bango 10 three players 3 | Pabellón: Kigali Arena |  |

| 1 de septiembre de 2021 | Costa de Marfil                                       | 98–50                                 | Guinea                                     | Kigali                 |  |
| 18:00                   | Parciales: 23–13, 32–11, 26–13, 17–13                 | Parciales: 23–13, 32–11, 26–13, 17–13 | Parciales: 23–13, 32–11, 26–13, 17–13      |                        |  |
|                         | Estadísticas Costello, Konaté 14 Costello 9 Diabate 6 | Boxscore Pts Reb Asts                 | Estadísticas Sy 13 Sy 7 Conde, Doumbouya 3 | Pabellón: Kigali Arena |  |

| 2 de septiembre de 2021 | Túnez                                     | 80–65                                 | Sudán del Sur                            | Kigali                                                                                             |  |
| 15:00                   | Parciales: 14–15, 26–25, 23–11, 17–14     | Parciales: 14–15, 26–25, 23–11, 17–14 | Parciales: 14–15, 26–25, 23–11, 17–14    | |  |
|                         | Estadísticas Mejri 20 Romdhane 12 Abada 8 | Boxscore Pts Reb Asts                 | Estadísticas Ring 14 Acuoth 6 Gatkuoth 6 | Pabellón: Kigali Arena Árbitros: Tonton Banze (DRC), Wojciech Liszka (POL), Diallo Mahamadou (MLI) |  |

| 2 de septiembre de 2021 | Cabo Verde                                  | 79–71                                 | Uganda                                          | Kigali                                                                                            |  |
| 18:00                   | Parciales: 24–20, 19–15, 18–16, 18–20       | Parciales: 24–20, 19–15, 18–16, 18–20 | Parciales: 24–20, 19–15, 18–16, 18–20           |                                                                                                   |  |
|                         | Estadísticas Tavares 23 Tavares 15 Xavier 8 | Boxscore Pts Reb Asts                 | Estadísticas Kaluma 21 Geu, Wainright 8 Seiko 6 | Pabellón: Kigali Arena Árbitros: Hassane Kamaté (CIV), Wael Mostafa (EGY), Diallo Mahamadou (MLI) |  |

### Semifinales
| 4 de septiembre de 2021 | Cabo Verde                                 | 65–75                                 | Túnez                                                | Kigali                                                                                                  |  |
| 14:00                   | Parciales: 14–16, 15–23, 15–20, 21–18      | Parciales: 14–16, 15–23, 15–20, 21–18 | Parciales: 14–16, 15–23, 15–20, 21–18                | |  |
|                         | Estadísticas Tavares 16 Tavares 8 Xavier 7 | Boxscore Pts Reb Asts                 | Estadísticas Ben Romdhane 16 Ben Romdhane 10 Roll 10 | Pabellón: Kigali Arena Árbitros: Kingsley Ojeaburu (NGR), Sameh Estafanous (EGY), Jean Ruhamiriza (RWA) |  |

| 4 de septiembre de 2021 | Costa de Marfil                                 | 75–65                                 | Senegal                                | Kigali                                                                                             |  |
| 17:00                   | Parciales: 17–13, 19–16, 17–19, 22–17           | Parciales: 17–13, 19–16, 17–19, 22–17 | Parciales: 17–13, 19–16, 17–19, 22–17  | |  |
|                         | Estadísticas Costello 17 Edi 14 Diabate, Kebe 3 | Boxscore Pts Reb Asts                 | Estadísticas Dieng 24 Dieng 11 Henry 8 | Pabellón: Kigali Arena Árbitros: Tonton Banza (DRC), Antonio Bernardo (ANG), Wojciech Liszka (POL) |  |

### 3er puesto
| 5 de septiembre de 2021 | Senegal                                | 86–73                                 | Cabo Verde                                  | Kigali                                                                                          |  |
| 13:30                   | Parciales: 21–18, 23–21, 17–13, 25–21  | Parciales: 21–18, 23–21, 17–13, 25–21 | Parciales: 21–18, 23–21, 17–13, 25–21       |                                                                                                 |  |
|                         | Estadísticas Dieng 30 Dieng 12 Henry 7 | Boxscore Pts Reb Asts                 | Estadísticas Tavares 18 Tavares 14 Xavier 9 | Pabellón: Kigali Arena Árbitros: Sami Belgharek (TUN), Amr Abooloo (EGY), Jean Ruhamiriza (RWA) |  |

### Final
| 5 de septiembre de 2021 | Costa de Marfil                           | 75–78                                 | Túnez                                        | Kigali                                                                                             |  |
| 17:00                   | Parciales: 18–25, 16–22, 25–18, 16–13     | Parciales: 18–25, 16–22, 25–18, 16–13 | Parciales: 18–25, 16–22, 25–18, 16–13        | |  |
|                         | Estadísticas Diabate 20 Costello 8 Kebe 4 | Boxscore Pts Reb Asts                 | Estadísticas Mejri 22 Ben Romdhane 10 Roll 9 | Pabellón: Kigali Arena Árbitros: Antonio Bernardo (ANG), Wojciech Liszka (POL), Tonton Banza (COD) |  |

## Clasificación final
| Pos. | Equipo                          | Balance |
| ---- | ------------------------------- | ------- |
|      | Túnez                           | 6–0     |
|      | Costa de Marfil                 | 5–1     |
|      | Senegal                         | 5–1     |
| 4    | Cabo Verde                      | 3–3     |
| 5    | Angola                          | 2–3     |
| 6    | Uganda                          | 2–3     |
| 7    | Sudán del Sur                   | 3–2     |
| 8    | Guinea                          | 2–3     |
| 9    | Kenia                           | 1–3     |
| 10   | Ruanda                          | 2–2     |
| 11   | Egipto                          | 1–3     |
| 12   | Nigeria                         | 2–2     |
| 13   | República Democrática del Congo | 1–2     |
| 14   | República Centroafricana        | 1–2     |
| 15   | Malí                            | 0–3     |
| 16   | Camerún                         | 0–3     |

| Túnez Campeón 3.er título |

## Galardones
- MVP:[6]

 Makram Ben Romdhane (TUN)
- Quinteto ideal:

 Makram Ben Romdhane (TUN)
 Matt Costello (CIV)
 Edy Tavares (CPV)
 Omar Abada (TUN)
 Gorgui Dieng (SEN)